# Abronia lythrochila
Abronia lythrochila là một loài thằn lằn trong họ Anguidae. Loài này được Smith Alvarez Del Toro mô tả khoa học đầu tiên năm 1963.